# Hit Mania Champions 2011
Hit Mania Champions 2011 è una compilation di artisti vari facente parte della serie Hit Mania.
La compilation è mixata dal dj Mauro Miclini.

## Tracce
1. Bob Sinclar & Raffaella Carrà – Far l'amore – 3:20
2. Alexandra Stan – Mr. Saxobeat – 2:58
3. Milk & Sugar vs. Vaya Con Dios – Hey (Nah Neh Nah) [Milk & Sugar Radio Version] – 3:07
4. The Black Eyed Peas – The Time (Dirty Bit) – 4:14
5. Ian Carey – Last Night (feat. Snoop Dogg & Bobby Anthony) – 3:07
6. Pitbull – Bon, Bon – 3:11
7. Laidback Luke – Timebomb (feat. Jonathan Mendelsohn) – 3:30
8. Ti.Pi.Cal. – Stars (feat. Josh) – 3:02
9. Taio Cruz – Higher (feat. Kylie Minogue) – 3:18
10. Inna – Sun Is Up (Play & Win Radio Edit) – 3:19
11. Nari & Milani – Automatic (feat. Pretty Pretty & Malik) – 3:15
12. Ray Charles – Hit the Road Jack (The Loose Commons Radio Edit) – 2:26
13. Fabri Fibra – Tranne te – 3:46
14. Beady Eye – The Roller – 3:27
15. Brooke Fraser – Something in the Water – 2:52
16. Caro Emerald – Stuck – 3:41
17. Eva & the Heartmaker – Mr. Tokyo – 3:37
18. Pigeon John – The Bomb – 3:19
19. I Blame Coco – Self Machine – 3:50
20. Skunk Anansie – You Saved Me – 3:29
21. Duran Duran – All You Need Is Now – 3:31
22. Eliza Doolittle – Skinny Genes – 2:59
23. Rihanna – What's My Name? (feat. Drake) – 4:22

Durata totale: 77:40